# Schloss See

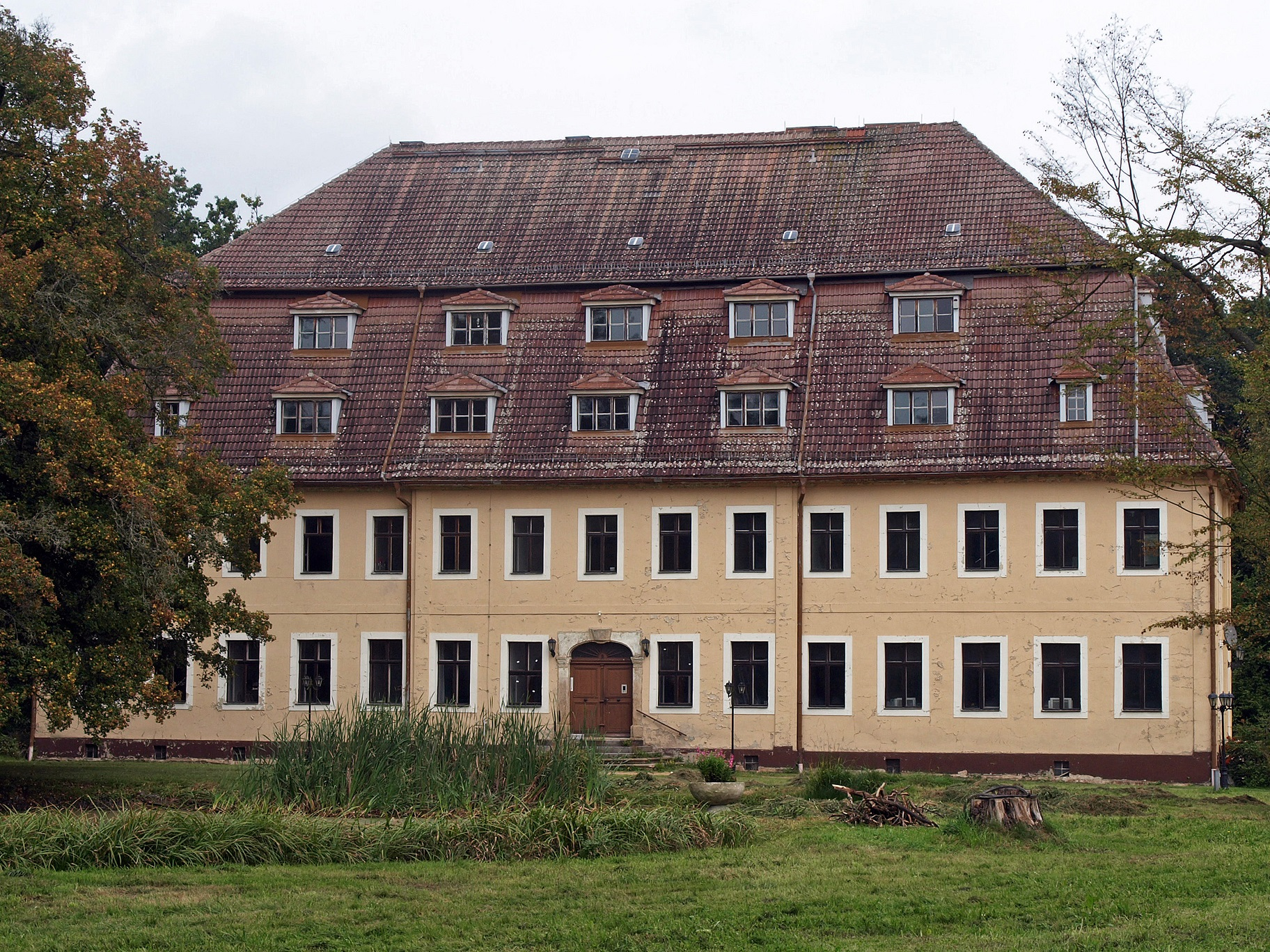
Schloss See (2014)

Das Schloss See ist ein Barockschloss in See, einem Ortsteil der Stadt Niesky im Landkreis Görlitz in der sächsischen Oberlausitz. Das Schloss diente früher als Sitz der Herren des Gutes See und steht heute unter Denkmalschutz.

## Geschichte und Architektur
Das Rittergut See wurde 1510 erstmals urkundlich erwähnt. Bereits im Jahr 1783 ließ Johann Heinrich Gottfried von Nostitz-Jänkendorf das Schloss erbauen, obwohl er das Gut erst im folgenden Jahr erwarb. 1791 wurde das Gut von Peter Graf von Hohenthal gekauft. Dieser vermachte das Gut seiner Tochter Eleonore Auguste Gräfin von Hohenthal-See. Durch deren Hochzeit mit Ludwig zur Lippe (1781–1860) kam das Gut schließlich in den Besitz der Herren zur Lippe. Kurt Bernhard zur Lippe (1855–1934), verheiratet mit Sophie von Klengel, geschieden 1924, wieder vermählt mit Johanna Krischke, war bis Anfang der 1930er Jahre Herr auf See. Letzte Gutsbesitzer waren nach dem Gothaischem Genealogischen Handbuch der Landrat Seine Durchlaucht Dr. phil. Karl Christian Prinz zur Lippe (1889–1942), verheiratet mit Hedwig Maria von Trotha, dann ihr im Minorat Sohn Karl Christian jun. Prinz zur Lippe-Weißenfels (1930–2013), der, erst 15-jährig, im Zuge der Bodenreform in Sowjetischen Besatzungszone im Jahr 1945 enteignet wurde.
Nach einem Ausbau auch des zweiten Dachgeschosses wurde das Schloss See seit den 1950er Jahren zuerst als Sanatorium und später als Altenheim genutzt. Das Altenheim zog 1999 aus dem Gebäude aus. Schloss und Park befinden sich heute in Privatbesitz. Eine Besichtigung ist nicht möglich.
Das Schloss See ist ein langgestreckter, zweigeschossiger Bau mit 15 Achsen und Mansardwalmdach. In der mittleren Achse liegt ein zweiflügeliges Eingangsportal mit Gewänden aus Granit. Eine Inschrift über dem Portal weist auf das Erbauungsjahr 1783 hin. Südlich des Schlosses erstreckt sich ein englischer Landschaftsgarten.